# Billy Tipton
Billy Lee Tipton (Oklahoma City, 29 dicembre 1914 – Spokane, 21 gennaio 1989) è stato un compositore e musicista statunitense.
Ha nascosto per tutta la sua vita la sua identità di genere. La sua transessualità è stata scoperta solo dopo la morte.

## Biografia
Originario dell'Oklahoma, è cresciuto in Missouri. Durante la scuola inizia a interessarsi al jazz, studiando pianoforte e sassofono, i due strumenti che l'accompagneranno nella sua attività di musicista.
Una volta approcciato al mondo musicale, adotta il nome Billy e si traveste, legando i seni e imbottendosi i pantaloni sull'inguine. Solo due sue cugine ai tempi erano a conoscenza del travestimento, il cui motivo era il fatto che, nel mondo del jazz, all'epoca (anni trenta—quaranta), le donne erano esclusivamente cantanti o al limite pianiste e cantanti. Le musiciste jazz che suonavano strumenti diversi dal pianoforte erano relegate a ruoli di curiosità o di poca considerazione.
Nel corso degli anni trenta e quaranta suonò con diversi gruppi del Midwest e della West Coast, prima di trasferirsi a Washington dove fondò un trio con due colleghi. Nel 1957 registrò dei dischi per una piccola etichetta. Negli anni sessanta suonò in piccoli locali esibendosi anche in numeri di varietà, prima di ritirarsi a causa dell'artrite senza lasciare importanti tracce nel mondo jazz.
Nascose il segreto anche con le donne con cui visse, dicendo che le erano stati amputati i genitali e che era costretto a indossare una fasciatura sul petto a causa di un incidente. Non è chiaro se la sua amante Kitty Kelly, con cui adottò anche tre bambini, fosse a conoscenza del suo essere un uomo transgender.
Morì a causa di un'ulcera che non aveva mai curato perché non voleva farsi visitare e quindi scoprire. Solo dopo la morte fu scoperta la sua transessualità.

## Omaggi
A Tipton sono dedicate diverse canzoni (di artisti come Phranc, Jill Sobule e The Video Dead), un'opera lirica, una biografia e alcuni cortometraggi.
Venne anche preso come riferimento per un romanzo dal titolo Trumpet, scritto dalla scozzese Jackie Kay e pubblicato nel 1998, in cui però si parla di Joss Moddy, trombettista.
Le sassofoniste Amy Denio e Jessica Lurie hanno fondato un gruppo di sole donne chiamato Billy Tipton Memorial Sax Quartet o per brevità The Tiptons.
La versione 4.9 della piattaforma software WordPress è dedicata a Billy Tipton.

## Discografia parziale
- Sweet Georgia Brown (1957)
- Billy Tipton Plays Hi-Fi on Piano (1957)